# 蓋特瑙

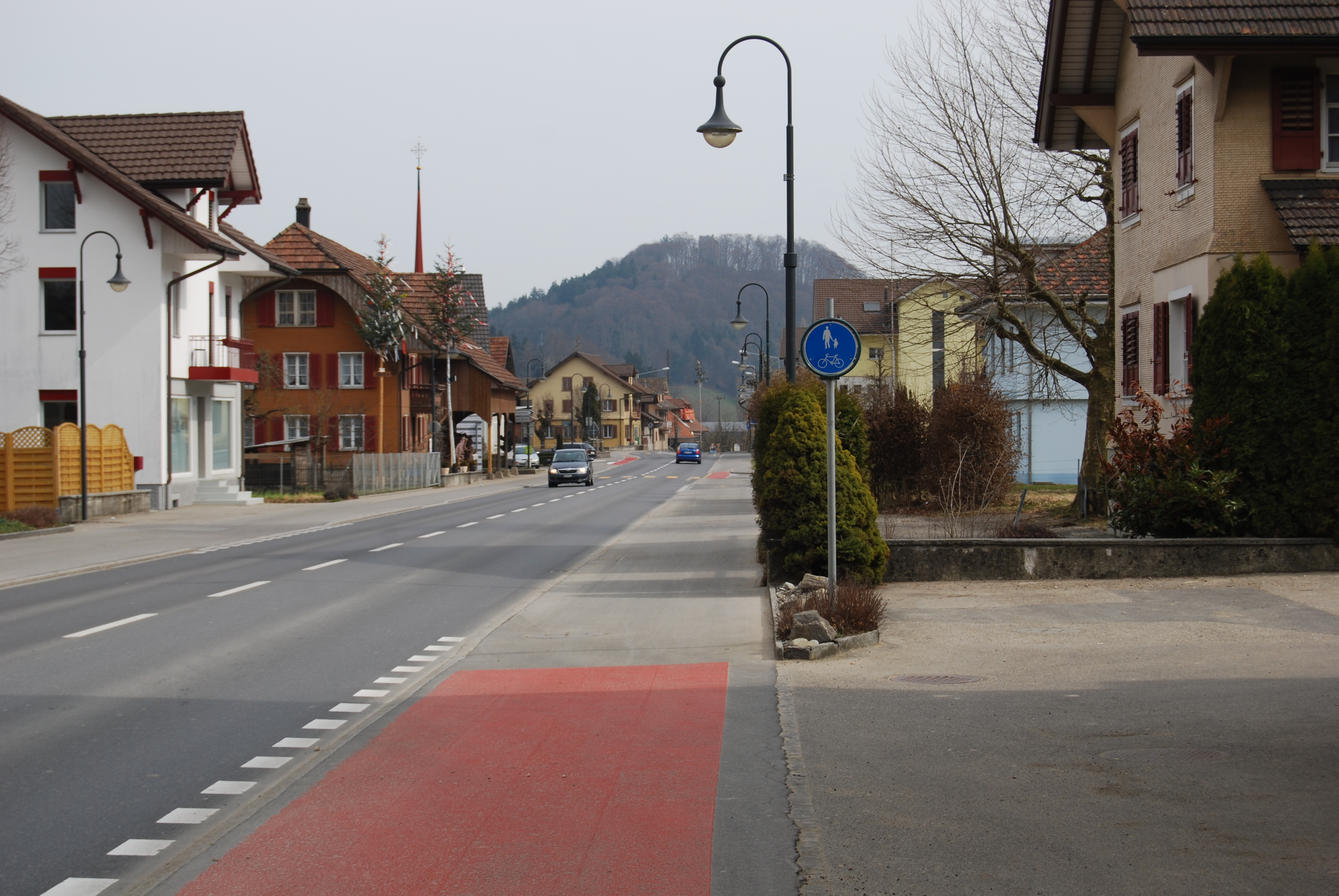

蓋特瑙是瑞士的城鎮，位於該國中部，由琉森州負責管轄，面積6.07平方公里，五成半土地是農業用地，海拔高度548米，2011年人口1,025，人口密度每平方公里169人。